# Blond
För andra betydelser, se Blond (olika betydelser).

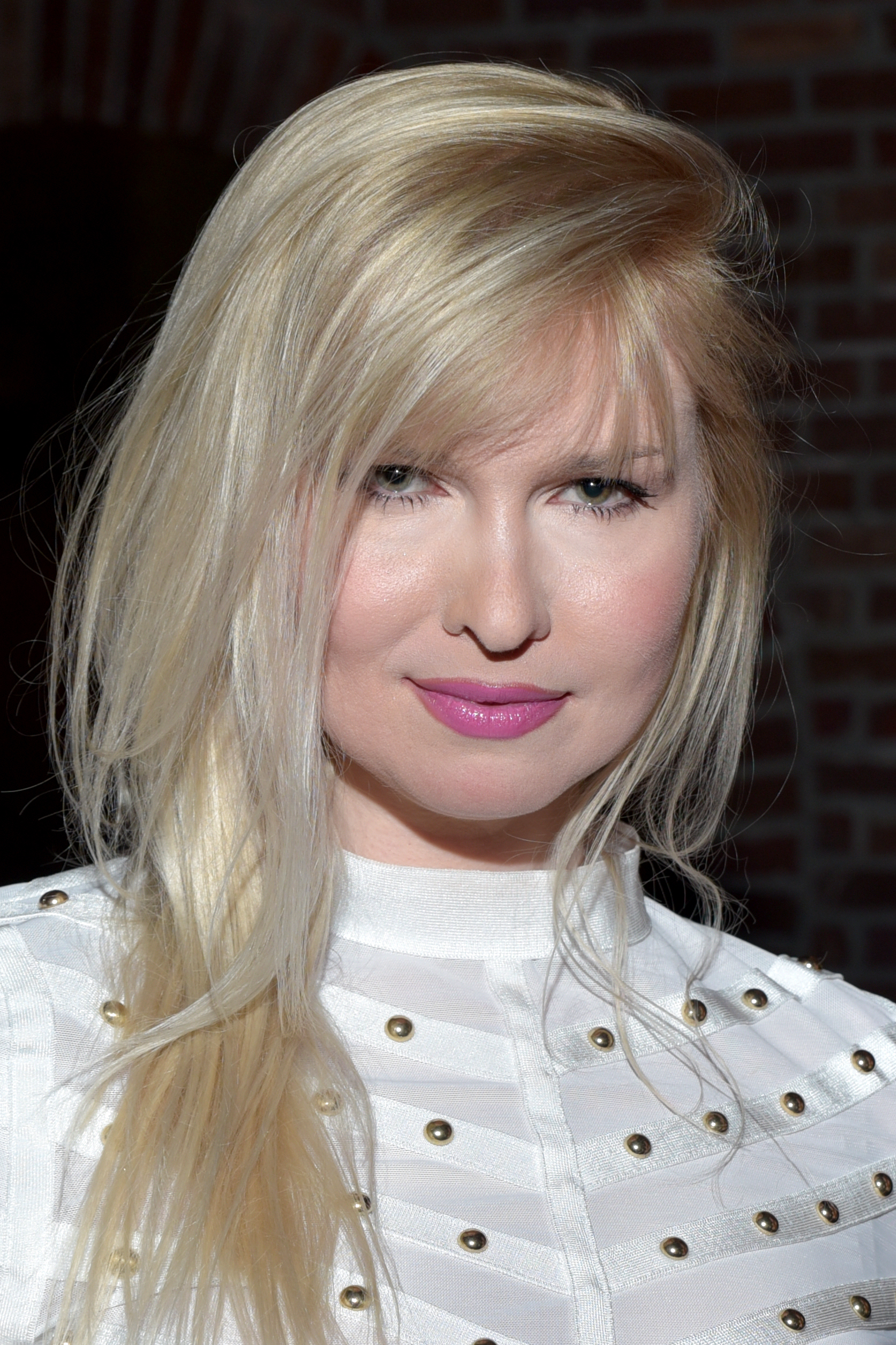
Blont hår.

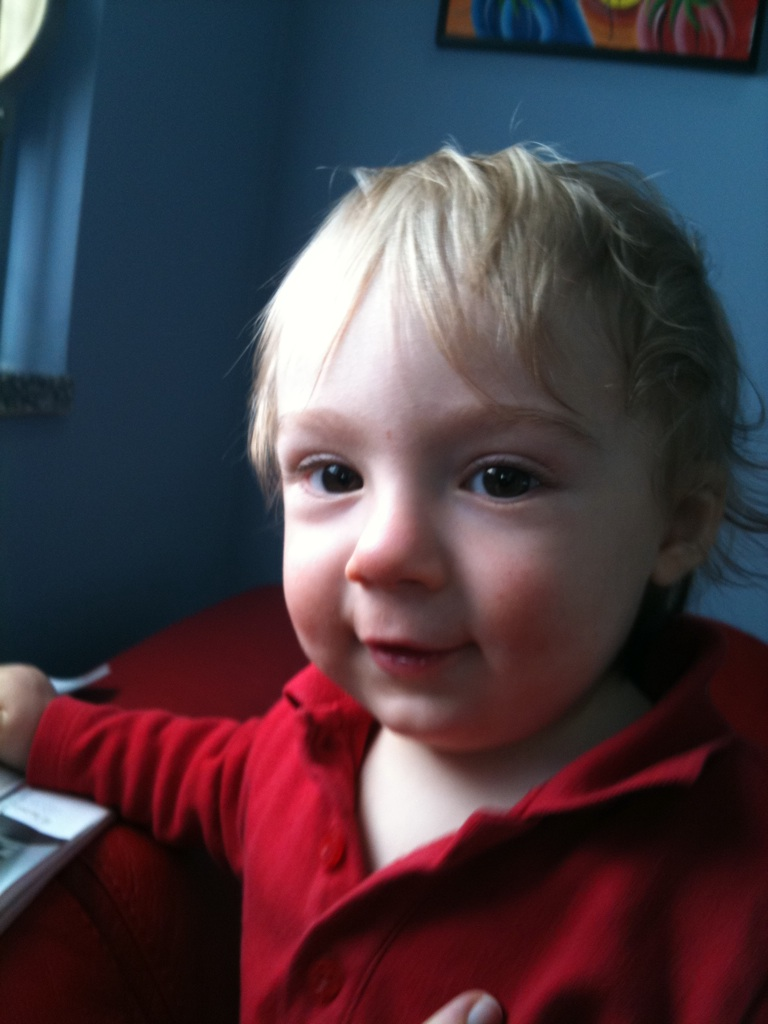
Ett år gammal bebis med blont hår.

Blond kallas den ljusa naturliga hårfärg som drar åt gult, vitt eller beige. En kvinna med blont hår kan kallas blondin.
Blont hår beror på mängden, typen och paketeringen av melaninpolymerer, som skapas av melanocyter och insöndras i keratinocyter. Färgen produceras i hårroten som ligger i huden. Det finns två typer av melanin. Feomelanin har en gul-röd nyans och eumelanin en brun-svart. Blont hår kan därmed definieras som antingen liten mängd melanin oavsett variant, eller som hår med en hög grad feomelanin (feomelanin ger också rött hår). Mycket feomelanin ger emellertid rött hår, inte blont. Total frånvaro av melanin gör håret vitt, vilket förekommer under ålderdomen och vid svår albinism. Men intrycket av hårets färg påverkas också av hur melaninet paketeras i melanosomer som har ha olika form och storlek.
Blont hår förekommer främst bland ljushyade personer eftersom ljust hår och ljus hudfärg genetiskt brukar följas åt. Dock förekommer det emellanåt också bland mörkhyade ursprungsbefolkningar i Australien, Melanesien och omgivande öar. Omkring 8 % av ursprungsbefolkningen på Kanarieöarna har blont hår. Det blonda håret i Oceanien beror på en mutation som reglerar tyrosinasrelaterat protein 1 som hänger samman med en cystin-till-arginin-mutation. Den mutationen förekommer alltså hos personer som har mörk hy men blont hår. Blont hår hos skandinaver förekommer uppåt 50–80 procent av populationen, och sammanfaller då med ljusare pigmentering också i huden.
Genen för hårfärg, MC1R, förekommer i minst sju olika varianter bland européer, men i hela världen har mer än 100 alleler hittats, dock är de otillfredsställande utforskade. Blont hår i Europa kan kopplas till flera olika sådana varianter. Bortsett från hur generna kodar för uttrycken, styrs genen också av parakrina och endokrina faktorer, vilka påverkar genuttrycket (jämför epigenetik). Ögonfärgen bestäms av andra gener. MC1R reglerar mängden eumelanin och feomelanin i hårstråt. Blont hår tenderar att mörkna med åren, i synnerhet direkt efter puberteten, då det förekommer en mycket liten skillnad mellan könen då kvinnor tenderar att vara blonda något längre upp i åldern än män.

## Besläktade uttryck
Ett äldre uttryck för blond hårfärg var linhår eller lingul, då ljust hår ofta liknade den färdigrötade tågan av lin. Ljushåriga barn kallades förr för guldlock, eller linlugg, och än idag för lintott. Platinablond är en väldigt ljus, nästan vit, blond ton, andra toner i hårfärg är askblond, som också benämns cendré.

## Förekomst och uppkomst

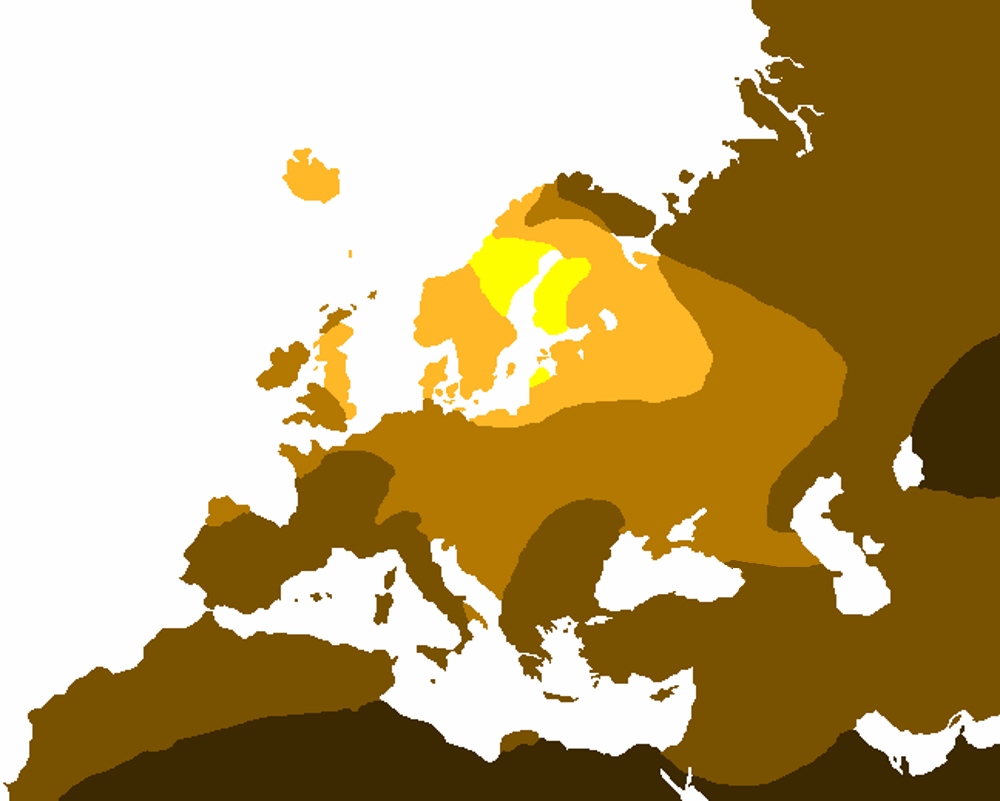
Förekomsten av blont hår i Europa enligt en studie från 2006:
80—100%
50—79%
20—49%
1—19%
mindre än 1%

Blont hår i Europa är resultatet av en senkommen genetisk mutation för cirka 11 000 år sedan (då människan redan hade varit omkring 30 000 år i Europa), förmodligen i eller i närheten av de områden i norra Europa där den blonda hårfärgen är vanligast: Skandinavien, Finland, Baltikum och i de länder med slaviska språk som ligger längst västerut. Liknande studier av blå ögon visar att även denna mutation uppstått ungefär vid samma tid. Mutationer som förändrar hår- och hudfärg har alltid varit framgångsrika bland människor. Att inte denna eller dessa små mutationer försvann förklaras med bristen på män i det farliga jägar- och samlarsamhället. Blonda kvinnor ska enligt denna teori ha haft det lättare att locka till sig män än de mörkare kvinnorna i jägarsamhället, något som benämns sexuell selektion. En teori forskare också tagit fram är att blont hår finns för att kunna fånga upp melanin eller D-vitamin. Anledning till att andra folkslag, till exempel inuiter, inte utvecklat blont hår är att de fick i sig stora mängder fisk som innehåller rikligt med D-vitamin. En annan anledning kan också vara att inuiterna migrerade sent, till Nordamerika för 4 000 år sedan och Grönland drygt 800 år sedan, medan europeiska folk bott nära isen i över 40 000 år i och med istiden. En teori är också att neandertalarna hade ljusare hår och därmed spridit denna färg.

## Blondering och blekning

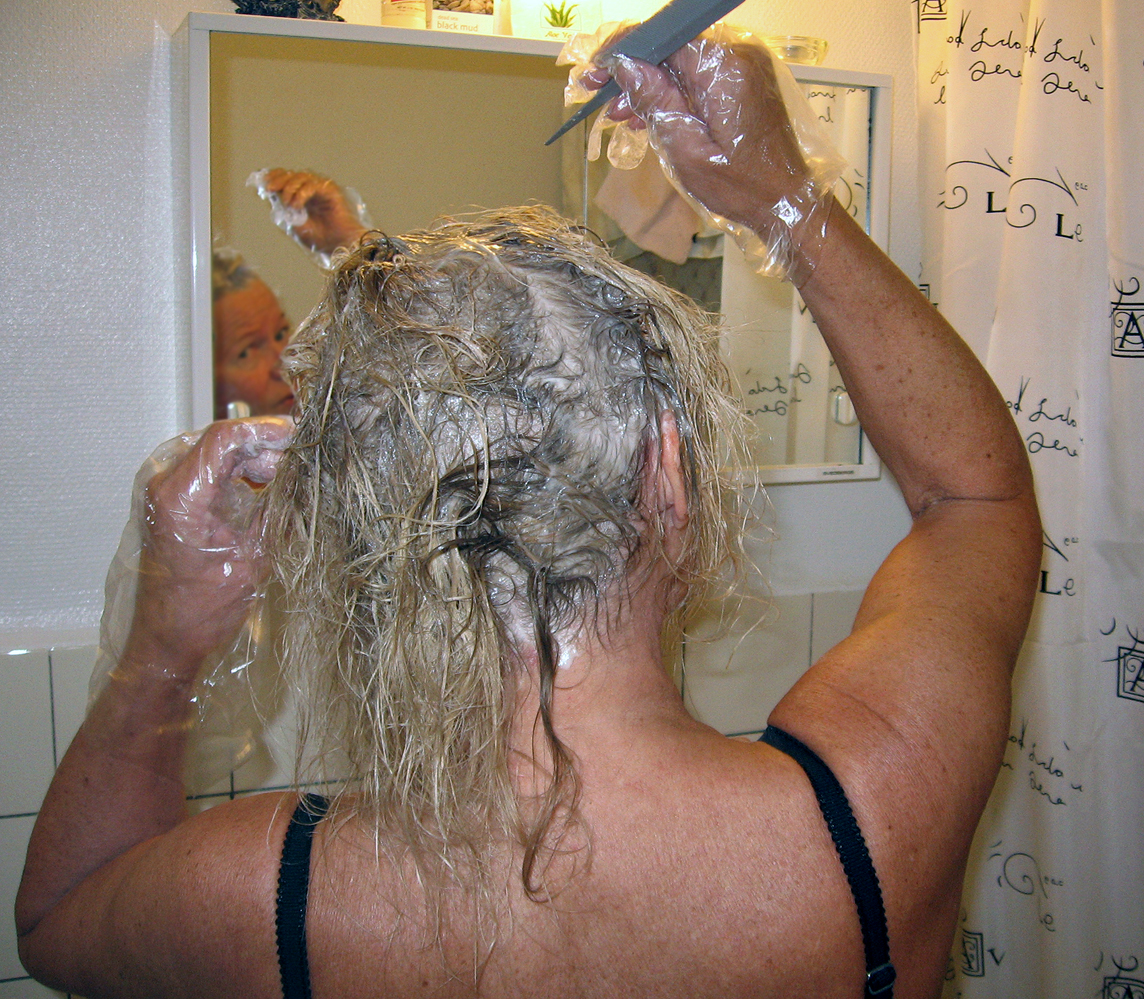
En kvinna färgar sitt hår blont.

Att blondera håret innebär för det mesta att man använder något blekmedel för att få en ljusare hårfärg genom att färgpigmenten i håret tas bort. Ett förekommande hårblekningsmedel är väteperoxid, som dock sliter på hårets kvalité och kan få det att bli sprött och livlöst, och i värsta fall gå av helt och hållet. Ett annat sätt att blondera sig är genom färgning med hjälp av hårfärgningsmedel.
Blondering av håret förekommer också historiskt, även om det kunde vara krävande och inte lika accepterat inom religionen eller samhället. I antikens Rom använde kvinnor spillning från duvor för att få håret att leva upp till dåvarande grekiska skönhetsideal med gyllene hår.

## Populärföreställningar
Det finns i västvärlden ett rykte om att blonda personer är mindre intelligenta än genomsnittet och enbart klarar sig tack vare sitt utseende, framför allt blonda kvinnor. Det ryktet är falskt då det finns forskning som visar att blonda är minst lika intelligenta som andra individer inom samma folkgrupper. Ryktet har sitt ursprung i 1700-talets Frankrike och Rosalie Duthé. Det var en prostituerad blondin som ansågs vara såväl attraktiv som ovanligt obegåvad. Hon gav inspiration till den satiriska pjäsen Les Curiosités de la Foire (Marknadens kuriositeter) år 1775. Först på 1900-talet blev blondinens rykte känt utanför Europa. I USA var det framför allt bästsäljaren och filmatiseringen Herrar föredrar blondiner som gav blondiner en felaktig stämpel som ointelligenta. Skämt som bygger på den uppfattningen kallas blondinskämt.
En populärföreställning är att svenskar och även andra skandinaver är blonda och blåögda. Statistiskt är blonda och blåögda mer förekommande i Skandinavien än i många andra delar av världen, men det är ett blandat folk även om stora lokala skillnader finns. Föreställningen om blonda svenskar är från 1880-talet när synen på nationalitet och svenskar förändrades. Tidigare var det snarare språket och kläderna som var betydande i uppfattningen om svenskar.
Blonda utmärks i den ariska rasteorin som uppstod under 1800-talet, men den visade sig bygga på felaktig forskning.